# تصویربرداری تشدید مغناطیسی کارکردی حالت استراحت
تصویربداری تشدید مغناطیسی کارکردی حالت استراحت  (rsfMRI یا R-fMRI)روشی از تصویربرداری تشدید مغناطیسی کارکردی است که برای اندازه‌گیری آن دسته از فعل‌وانفعالات نواحی مغز، که در حالت استراحت اتفاق می‌افتد، به‌کار می‌رود. یعنی در هنگامی سوژه هیچ وظیفهٔ معینی انجام نمی‌دهد فعالیت‌های مغزی درحالت استراحت را از طریق تغییرات جریان خون در مغز می‌سنجند. این تغییرات منجر به تولید سیگنالی با عنوان سیگنال وابسته به سطح اکسیژن خون (BOLD) می‌شود که با fMRI قابل اندازه‌گیری است. ازآن‌جا که مغز به‌طور طبیعی - حتی درغیاب محرک خارجی یا انجام وظیفهٔ مشخص- در حال فعالیت است، سیگنال BOLD هریک از نواحی مغز نوساناتی خودبه‌خودی را نشان می‌دهد. رویکرد حالت استراحت در مطالعات fMRI، برای کشف سازوکارهای کارکردی مغز و این‌که آیا این سازوکارها تحت بیماری‌های نورولوژیک یا روانی تغییر می‌کنند یا خیر به کارمی‌آید. تحقیقات بر روی ارتباطات کارکردی مغز در حالت استراحت منجر به پیدایش شبکه‌هایی در مغز شده‌است که نواحی متعلق به هریک از این شبکه‌ها با الگوی مشخصی باهم فعالیت می‌کنند.

## اصول fMRI

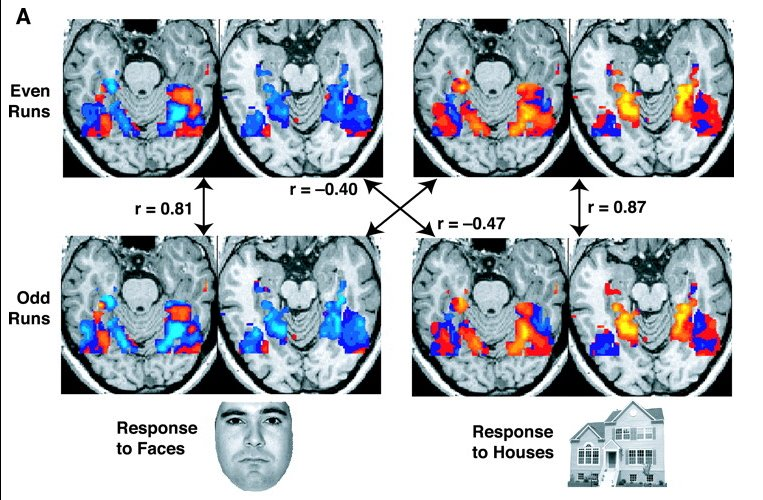
این تصاویر fMRI از تحقیقی بدست آمده‌اند و بخش‌هایی از مغز را نشان می‌دهد که با دیدن خانه روشن شده‌اند و دیگر بخش‌هایی که با مشاهدهٔ صورت روشن شده‌اند. مقادیر 'r' نشان دهندهٔ میزان همبستگی هستند که در آن اعداد بزرگتر مثبت یا منفی نشان دهندهٔ همبستگی بیش تر است.

تصویربرداری تشدید مغناطیسی کارکردی (fMRI) نوع خاصی از تصویربرداری تشدید مغناطیسی است که فعالیت‌های مغز را به کمک تغییرات جریان خون می‌سنجد. به بیان دقیق‌تر فعالیت مغزی به وسیلهٔ سیگنال BOLD با فرکانس پایین اندازه‌گیری می‌شود.
رویهٔ آن مشابه MRI است با این تفاوت که این روش تفاوت مغناطیس شوندگی خون پراکسیژن و خون کم‌اکسیژن را سنجهٔ اصلی خود قرار می‌دهد. ماحصل این اندازه‌گیری را با تصاویر گرافیکی که در آن رنگ‌های مختلف بیان‌گر شدت فعالیت در سطح مغز است، نشان می‌دهند. ازنظر رزولوشن مکانی این روش می‌تواند فعالیت را در ناحیه‌ای از مغز با ابعاد چند میلی‌متر را جانمایی کند اما از حیث دقت زمانی عملکرد آن کم‌تر مطلوب است و با روش‌های معمول به دقت زمانی بهتری از چند ثانیه دست نمی‌یابد. یعنی فعالیت را در طول یک بازهٔ زمانی چند ثانیه‌ای ثبت می‌کند.
fMRI هم درکارهای پژوهشی و هم - البته با گستردگی کم‌تر- در کاربردهای کلینیکی مورد استفاده است. به علاوه می‌توان آن را به صورت توأمان با سایر روش‌های اندازه‌گیری فیزیولوژی مغز مانند EEG یا NIRS به کاربرد.

## اساس فیزیولوژیک
در fMRI مبتنی بر BOLD حساسیت زمانی، یعنی این که چقدر دقیق می‌توان تعیین کرد نورون‌ها چه زمان فعال هستند، به طورعمده متأثر از پاسخ فیزیولوژیک جریان خون است. پارامتر اصلی رزولوشن زمانی نرخ نمونه برداری، یا TRاست. این پارامتر تعیین می‌کند که یک برش تصویر با چه تکراری تحریک می‌شود و سپس فرصت پیدا می‌کند مغناطیس‌شدگی‌اش را از دست دهد. مقدار TR بین مقادیری بسیار کوچک (۵۰۰ میلی‌ثانیه) تا فواصل بسیار طولانی‌تر (۳ ثانیه) متغیر است. مشخصاً در مورد fMRI، پاسخ همودینامیک حدود ۱۰ ثانیه طول می‌کشد. در ابتدا به صورت ضربی (یعنی با ضریبی از مقدار فعلی آن) صعوی است، در زمانی بین ۴ تا ۶ ثانیه پیک می‌زند و سپس به صورت ضربی نزولی می‌شود. تغییر در سیستم خون‌رسانی (vascular system) برآیند پاسخ به فعالیت‌های عصبی در طول زمان را نشان می‌دهد. از آن‌جا که پاسخ همودینامیک ذاتاً تابعی لًخت و پیوسته‌است، افزایش نرخ نمونه برداری با افزایش TR تنها منجر به ثبت نوسانات سریع‌تر، مانند سیگنال تنفسی و ضربان قلب می‌شود؛ نه ثبت دقیق تر سیگنال ناشی از فعالیت عصبی مغز.
با این‌که fMRI سعی در اندازه‌گیری فعالیت عصبی مغز به کمک سیگنال BOLD دارد، این سیگنال می‌تواند متأثر از عوامل فیزیولوژیک متعدد دیگری به جز فعالیت عصبی باشد. برای مثال نوسانات تنفسی و سیستم قلبی-عروقی روی سیگنال BOLD که در مغز اندازه‌گیری می‌شود اثر گذاشته و بنابراین سعی می‌شود درطی پردازش داده‌های خام fMRI حذف شوند. نظر به این منابع نویز موجود، در برهه‌های آغازین استفاده از fMRI بسیاری از متخصصان موضعی شکاکانه نسبت به ایدهٔ fMRI در حالت استراحت اتخاذ می‌کردند و تنها در دوران اخیر بوده که پژوهش‌ها اطمینان حاصل کردند که سیگنال‌های اندازه‌گیری شده آرتیفکتهایی ناشی سایر عملکردهای فیزیولوژیک نیست.

## بهارات بیزوال (Bharat Biswal)
در سال 1992 بهارات بیزوال کار خود را به عنوان دانشجوی کارشناسی ارشد در کالج پزشکی ویسکانسین تحت هدایت مشاور خود جیمز هاید (James S. Hyde) شروع کرد و کشف کرد که مغز حتی در هنگام استراحت حاوی اطلاعاتی دربارهٔ تشکیلات کارکردی خود است. او با استفاده از fMRI به مطالعهٔ چگونگی برقراری ارتباط بین نواحی مختلف مغز، هنگامی که مغز در حال استراحت است و هیچ وظیفهٔ فعالی را انجام نمی‌دهد پرداخت.. هر چند در آن زمان این پژوهش Biswal عمدتاً نادیده گرفته می‌شد و آن را به دیگر منابع سیگنال نسبت می‌دادند، روش تصویربرداری عصبی حالت استراحت که او معرفی کرد در حال حاضر به‌طور گسترد مورد توجه است و به عنوان روشی معتبر برای نقشه‌برداری شبکه‌های مغز شناخته می‌شود. نقشه‌برداری فعالیت مغز در حالی که بدن در حالت استراحت امکانات بالقوّهٔ بسیاری برای تحقیق دربارهٔ مغز دراختیار دارد و حتی به پزشکان در تشخیص بیماری‌های مختلف مغزی کمک می‌کند.

## ارتباط

### کارکردی
ارتباط کارکردی، ارتباط بین نواحی مغز است که مشخصه‌های کارکردی یکسانی دارند. به بیان دقیق‌تر می‌توان آن را همبستگی زمانی بین فعالیت‌های نوروفیزیولوژیکی که دور از هم رخ می‌دهند دانست. ارتباط کارکردی را هم در مطالعات حالت استراحت و هم در مطالعات مبتنی بر وظیفه می‌توان بررسی کرد. با این‌که ارتباط کارکردی به همبستگی بین سوژه‌ها، بلوک‌ها، اجراهای مختلف آزمایش، یا زمان‌های مختلف یک آزمایش اطلاق می‌شود، ارتباط کردی حالت استراحت به دنبال همبستگی زمانی در سیگنال BOLD شخص است، هنگامی که در وضعیت آسودگی و استراحت قرار دارد. ممکن است روزی MRI ارتباط کارکردی (fcMRI) در هردو قسم fMRI حالت استراحت و مبتنی بر وظیفه، به تشخیص قطعی‌تر بیماری‌های روانی مانند اختلال دوقطبی کمک کند، یا در فهم چگونگی پیشرفت اختلال استرسی پس از آسیب روانی و همین‌طور ارزیابی اثر درمان مؤثر واقع شود برای توصیف رفتار شبکه‌ای که در پس عملکردهای شناختی سطح بالا است، به‌کارگیری ارتباط کارکردی پیشنهاد شده‌است. چراکه برخلاف ارتباط ساختاری، ارتباط کارکردی معمولاً در مقیاس ثانیه تغییر می‌کند. چنان‌که در ارتباط کارکردی پویا (به انگلیسی: dynamic functional connectivity)

### ساختاری
ارتباط ناحیه‌هایی از مغز که به صورت فیزیکی یا آناتومی به یکدیگر متصل هستند را ارتباط ساختاری گویند. برای وجود ارتباط کارکردی بین بخش‌های مغز الزاماً نباید آن نواحی به صورت ساختاری متصل باشند. کمااین‌که وجود اتصال ساختاری نیز لزوماً به معنی وجود ارتباط کارکردی نیست. چندین پروژه‌هٔ نوپا، ازجمله پروژه human connectome در تلاشند نقشه‌ای از ارتباطات عصبی انسان بسازند که چگونگی ارتباطات ساختاری و کارکردی را برای ما روشن خواهد کرد.

## برخی از شبکه‌های حالت استراحت
بسته به روش تحلیل حالت استراحت، پژوهش‌های حوزهٔ ارتباطات کارکردی، به شبکه‌های عصبی متعددی دست پیدا کرده‌اند که در حالت استراحت از نظر کارکردی کاملاً باهم مدر ارتباطند. در این بین شبکه‌های کلیدی که بیش‌تر از بقیه معرفی شده‌اند عبارتند از: DMN، شبکهٔ حسی/حرکتی، کنترل اجرایی، سه شبکهٔ بینایی مختلف، شبکهٔ شنوایی، و شبکهٔ زمانی/جداری. همان‌طور که تا به این‌جا گفته شد، این شبکه‌ها شامل مناطقی از مغز است که از نظر آناتومی جدا از هم، ولی از حیث کارکرد مرتبطند و هبستگی شدیدی بین سیگنال BOLD آن‌ها مشاهده می‌شود. به‌رغم روش‌های گوناگون دریافت و پردازش داده‌ها، این شبکه‌ها در پژوهش‌های مختلف ثابت بوده‌اند. مهم‌تر از همه، بیش‌تر این شبکه‌های حالت استراحت، شبکه‌های کاکردی هستند که پیش‌ازین شناخته شده‌اند. منظور از شبکه‌های کارکردی مناطقی هستند که بار انجام و اشتراک افعال شناختی را به دوش دارند

## مشکلات بالقوه
مشکلات بالقوه در هنگام استفاده از rsfMRI در تشخیص شبکه‌های کارکردی کثیف شدن سیگنال BOLD تحت اثر منابع نویز فیزیولوژیک مانند ضربان قلب و تنفس و حرکت سر است. بسیار مهم است که محققانی که rsfMRI را به کار می‌گیرند متوجه این عوامل مخدوش‌کننده باشند؛ چراکه معمولاً این عوامل در مواردی که گروه بیماران با گروه افراد سالم مقایسه می‌شوند روی جهت‌گیری آزمایش و استنباط نتایج اثر می‌گذارد. (به عنوان مثال ممکن است همبستگی کمتری در شبکه حالت پیش فرض بیماران مشاهده شود، حال این که افراد این گروه نسبت به گروه سالم حرکت بیش تری درحین اسکن داشته‌اند). همچنین نشان داده شده‌است که استفاده از رگرسیون سراسری می‌تواند بین تعداد کمی از سیگنال‌ها (مثلاً دو یا سه تا) به اشتباه همبستگی نشان دهد. خوشبختانه مغز سیگنال‌های بسیاری دارد.

## کاربردهای فعلی و آینده
پژوهش‌های fMRI حالت استراحت قابلیت آن را دارند تا در کاربردهای کلینیکی مورد استفاده قرار گیرند. از جمله در ارزیابی بسیاری از بیماری‌ها و اختلالات روانی.
وضعیت بیماری و تغییرات در ارتباطات کارکردی حالت استراحت

- [۲۵][./Resting_state_fMRI#cite_note-Li-49 [49]]بیماری آلزایمر: کاهش ارتباط
- اختلال خفیف شناختی: ارتباط غیرطبیعی[۲۶]
- اوتیسم: تغییر ارتباط[۲۷][۲۸]
- افسردگی و اثرات درمان ضد افسردگی: ارتباط غیرطبیعی[۲۹][۳۰][۳۱][۳۲]
- اختلال دو قطبی و اثر تثبیت کننده‌های خلق و خوی: ارتباطات و مشخصات غیرعادی شبکه ها[۳۳][۳۴]
- اسکیزوفرنی: شبکه‌های مختل شده[۳۵]
- اختلال بیش فعالی کمبود توجه (ADHD): تغییر «شبکه‌های کوچک» و تغییرات در تالاموس[۳۶]
- پیری مغز: اختلال در سیستم‌های مغز و شبکه‌های حرکتی
- صرع: اختلال و کاهش/افزایش ارتباط
- [۳۷]
- بیماری پارکینسون: تغییر ارتباط[۳۸]
- اختلال وسواسی-اجباری:افزایش/کاهش در ارتباط[۳۹]
- اختلال در: تغییر ارتباط[۴۰][۴۱]
- بی اشتهایی عصبی:تغییر در اتصال مدارات corticolimbic و قشر اینسولار[۴۲]

انواع دیگری از کاربردهای کلینیکی حال و آینده برای fMRI حالت استراحت شامل شناسایی تفاوت‌های گروهی در بیماری‌های مغزی، حصول اطلاعات تشخیصی و پیش آگاهانه، اطلاعات، مطالعات طولی و اثرات درمان، دسته‌بندی حالات نامتعارف بیماری، و نقشه برداری پیش از عمل. ازآن جا که اندازه‌گیری‌های حالت استراحت نیازمند فرامین شناختی نیست، بیمارانی که قادر به انجام وظایف شناختی نیستند نیز به راحتی مورد بررسی قرار می‌گیرند.